# Aleksander Łukaszewicz
Aleksander Łukaszewicz (zm. 5 stycznia 2019) – polski ekonomista, prof. zw. dr hab.

## Życiorys
W 1950 r. ukończył studia ekonomiczne na Uniwersytecie Łódzkim, w 1978 uzyskał tytuł profesora nauk ekonomicznych. Został zatrudniony na stanowisku profesora zwyczajnego w OLYMPUS Szkole Wyższej im. prof. R. Kudlińskiego w Warszawie, oraz w Zakładzie Strategii i Polityki Gospodarczej na Wydziale Nauk Ekonomicznych Uniwersytetu Warszawskiego.
Był członkiem rady naukowej Polskiego Towarzystwa Ekonomicznego i kierownikiem w Zakładzie Strategii i Polityki Gospodarczej na Wydziale Nauk Ekonomicznych Uniwersytetu Warszawskiego. W kwietniu 1982 został powołany przez Prezesa Rady Ministrów w skład 26-osobowej Konsultacyjnej Rady Gospodarczej pod przewodnictwem prof. Czesława Bobrowskiego.

## Odznaczenia
- Krzyż Kawalerski Orderu Odrodzenia Polski[1]
- Krzyż Komandorski Orderu Odrodzenia Polski[1]